# Ротберт (виконт Асти)
Ротберт (лат. Rotbertus, итал. Rotberto; умер не ранее 902) — виконт Асти в начале X века.

## Биография
О происхождении и ранних годах жизни Ротберта сведений не сохранилось. Возможно, он был не лангобардом, а франком. Предшествовавшим Ротберту известным правителем города Асти был упоминавшийся во второй половине 880-х годов граф Одольрик, а виконтом — владевший этой должностью в 880 году Батерик.
Ротберт назван правителем Асти в нескольких современных ему документах. В том числе, в сохранившейся в «Codex diplomaticus Langobardiae» хартии 902 года упоминается его жена Эмельда, передавшая местной епархии все свои земельные владения. Под хартией стоят подписи и двух вассалов Ротберта: Убальда и Андрея (лат. «Ubaldi et Andrei vassalli iamdicti Rotberti vicecomes»). Так как передаваемые Астийской епархии территории находились в Монтегло (возможно, вблизи Чистерна-д’Асти), вероятно, здесь же находилась и резиденция Ротберта. О том, тождественен ли Роберт с упоминавшимся в документах из Асти в 903 и 910 годах виконтом Аутбертом, имеются мнения как за, так и против.
Вероятно, Ротберт как виконт управлял городом Асти от имени маркграфа Ивреи Анскара I или его сына и преемника Адальберта I. Следующим после Ротберта известным правителем Асти был виконт Аутберт, впервые упоминавшийся в этой должности в 920-х годах.